# Nicolás Redondo Terreros
Nicolás Redondo Terreros (Portugalete, 16 de juny de 1958) és un polític basc. Fill del dirigent sindical d'UGT Nicolás Redondo Urbieta, va començar la seva carrera política afiliant-se a les Joventuts Socialistes del PSOE en 1975, amb només 16 anys. Es va llicenciar en Dret per la Universitat de Deusto. En 1984 va obtenir un escó en el Parlament Basc. Durant aquesta època va iniciar una relació d'entesa entre el Partit Nacionalista Basc i el PSE que va dur a aquest últim a participar en el govern basc en diverses ocasions. En 1989 va substituir a Ricardo García Damborenea com a secretari general de l'Agrupació Socialista de Biscaia.
El 1997 va substituir a Ramón Jáuregui com a secretari general del PSE-EE, i a les eleccions al Parlament Basc de 1998 es va presentar per primera vegada com a candidat a Lehendakari pel PSE-EE. Després de la signatura del Pacte d'Estella en 1998 pel PNB, el PSE-EE va abandonar el govern de coalició amb els nacionalistes bascos, iniciant-se llavors un acostament al Partit Popular del País Basc, liderat per Jaime Mayor Oreja.
Al juliol de 2000 va ser nomenat secretari federal de Relacions Institucionals del PSOE, en el mateix congrés que José Luis Rodríguez Zapatero va ser escollit secretari general del partit. A les eleccions al Parlament Basc de 2001 tornà a presentar-se com a candidat a la presidència del govern basc. Els resultats electorals i les obertes discrepàncies amb la línia política del seu partit el van dur aquest mateix any a dimitir de tots els seus càrrecs en el PSE-EE.
Des de 2001 és president de la Fundació per a la Llibertat, manifestant una opinió crítica respecte a l'actual línia política del PSE i del PSOE. Compagina aquesta activitat amb la seva professió com a advocat i com a conseller de l'empresa Ciments Alfa, propietat de Foment de Construccions i Contractes.
El 2022 fou expedientat pel PSOE per participar en un acte electoral d'Isabel Díaz Ayuso, Presidenta de la Comunitat de Madrid i membre del Partit Popular, i posteriorment el 2023 expulsat del partit per "reiterat menyspreu a les sigles del partit".